# Eisbahn Kleinholz
La Eisbahn Kleinholz est une patinoire couverte de Suisse, faisant partie du complexe sportif du même nom et située à Olten, dans le canton de Soleure. Elle accueille les matchs à domicile du HC Olten. 

## Histoire
Après l'avoir d'abord rejeté en 1958, la population de la ville d'Olten accepte par votation, à l'été 1961,  la construction d'une patinoire artificielle dans le quartier du Kleinholz. Le chantier est lancé le 5 juillet et s'achève le 4 novembre de la même année.  
Dans les années 70, la fédération suisse de hockey sur glace oblige les équipes évoluant en ligue nationale à couvrir leur terrain de jeu. Évoluant en ligue nationale B à ce moment-là, le HC Olten obtient la construction d'une arène pouvant accueillir jusqu'à 9000 spectateurs, inauguré le 1 octobre 1976. 
Le record d'affluence est établi le 14 novembre 1981, lors de la victoire du HC Olten, 4 à 3 sur le SC Langenthal. 
En 2005 la gestion de la patinoire passe de la coopérative KEKO (Kunsteisbahn Kleinholz Olten) à la nouvellement créée Sportpark Olten AG. Cette nouvelle organisation permet des investissements substantiels, dont la rénovation des installations. 

## Spécificités
La Eisbahn Kleinholz peut accueillir 5384 spectateurs sur 1844 places assises et 3540 places debout. Deux tribunes sont aménagées en loges VIP et deux autres pour la restauration. 
Durant la saison estivale, le terrain de jeu est mis à disposition du roller in line hockey.